# Astrophytum capricorne
Az Astrophytum capricorne (korábbi nevén: Echinocactus capricornis Dietrich 1851) a kaktuszfélék (Cactaceae) családjába tartozó kaktuszformák (Cactoideae) alcsaládjának csillagkaktusz nemzetségének egyik, dísznövényként viszonylag kevéssé ismert faja.

## Elterjedése, élőhelye
Mexikóból származik, Coahuila államban honos.

## Megjelenése
Kis termetű, zöld gömbkaktusz kilenc erősen kiemelkedő, keskeny élű bordával. A bordák középvonalában szürkésfehéren gyapjas, eleinte erősen tövises  areolák ülnek. A kuszán álló tövisek hajlékonyak és többnyire görbék (a latin capricornus szó erre utal, melynek jelentése:bakkecske); az idősebb példányokról rendszerint lehullanak.
Bőrszövetén az apró, fehér pikkelyszőr csomócskák ritkásan, rendszertelenül helyezkednek el.
Élénksárga, 5–6 cm átmérőjű virágainak torokrésze általában kárminpiros. Termése piros, hosszúkás.

## Életmódja, termesztése
Magról jól szaporítható.

## Alfajok, változatok
- Astrophytum capricorne var. crassispinum (Astrophytum capricorne var. crassispinoides, Astrophytum crassispinoides, Astrophytum crassispinum (Moell) W. Haage et Sad., 1958),: vastagabb tövisekkel, gyér vagy teljesen hiányzó pikkelyszőrzettel. Virágai egyszínű sárgák.
- Astrophytum capricorne var. minor Rge. et Quehl.
- Astrophytum capricorne var. minus Frič 1925
- Astrophytum capricorne var. major (Astrophytum capricorne v. mayor Frič 1925)
- Astrophytum capricorne var. niveum (Kays) Okum.
- Astrophytum capricorne convar. niveum albispinum
- Astrophytum capricorne var. orientale Frič 1925
- Astrophytum capricorne var. orientalis Frič 1925
- Astrophytum capricorne var. crassispinum-nudum Y. Ito 1981

## Szinonimák
- Maierocactus capricornis

## Képek

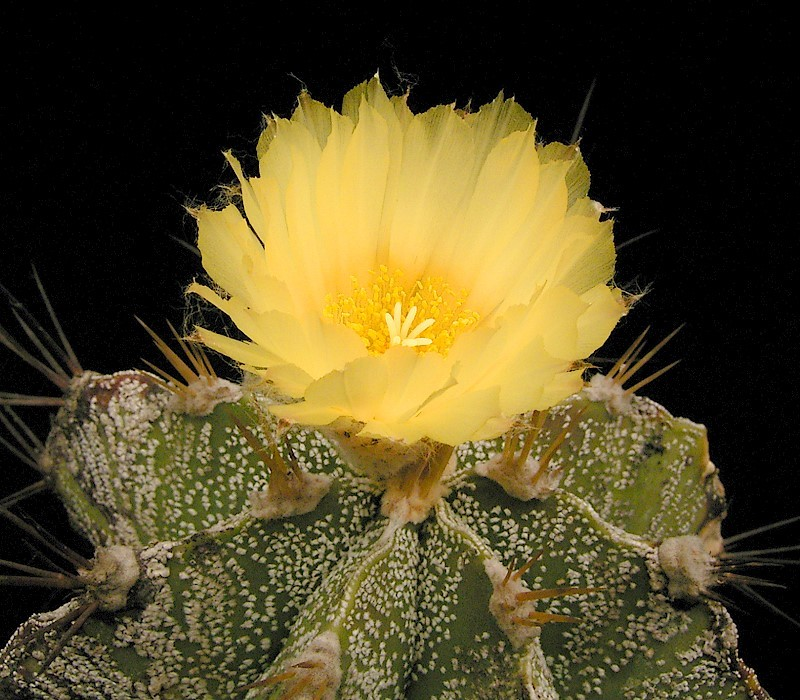
Virága
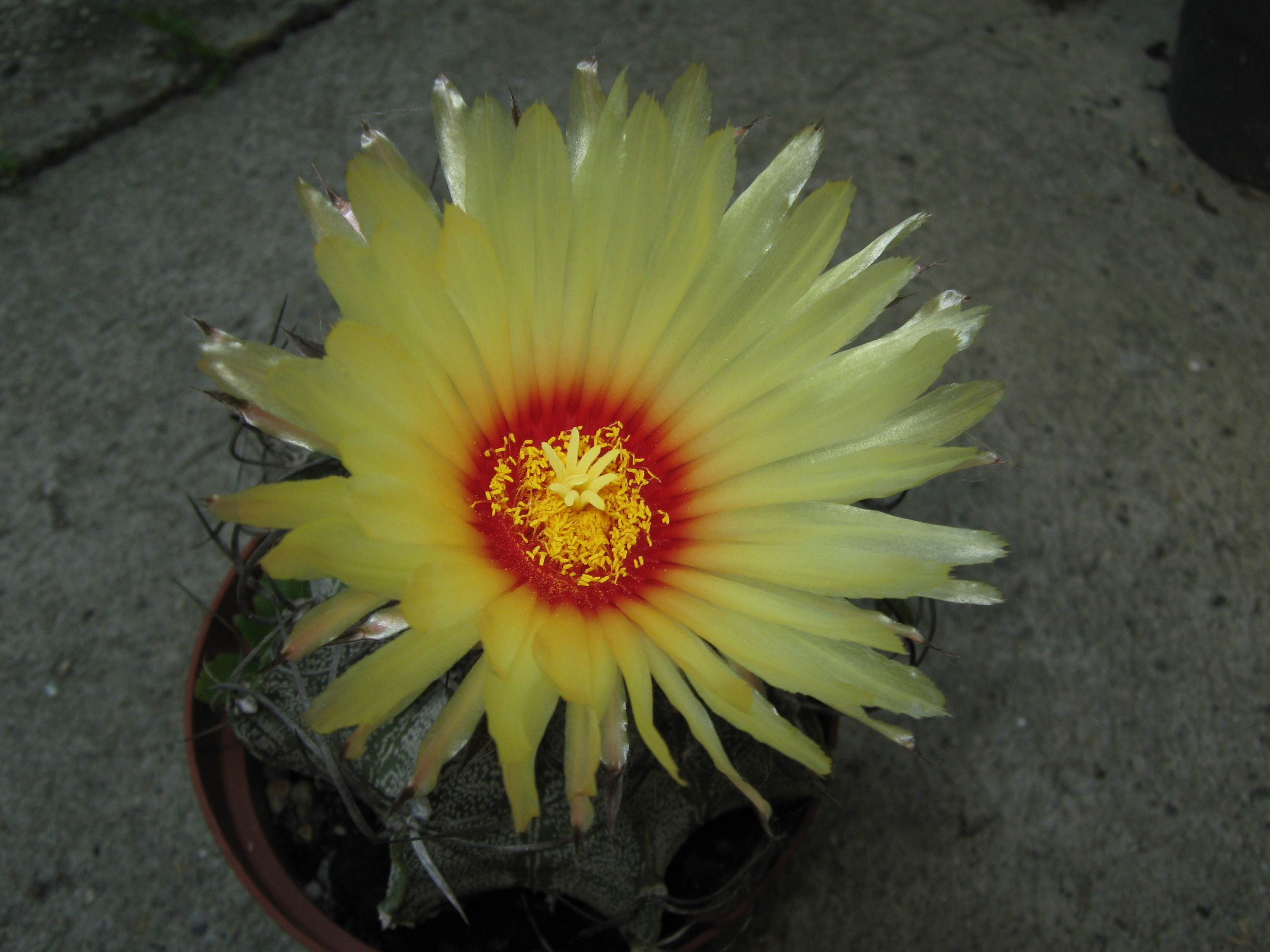
Vörös torkú virága
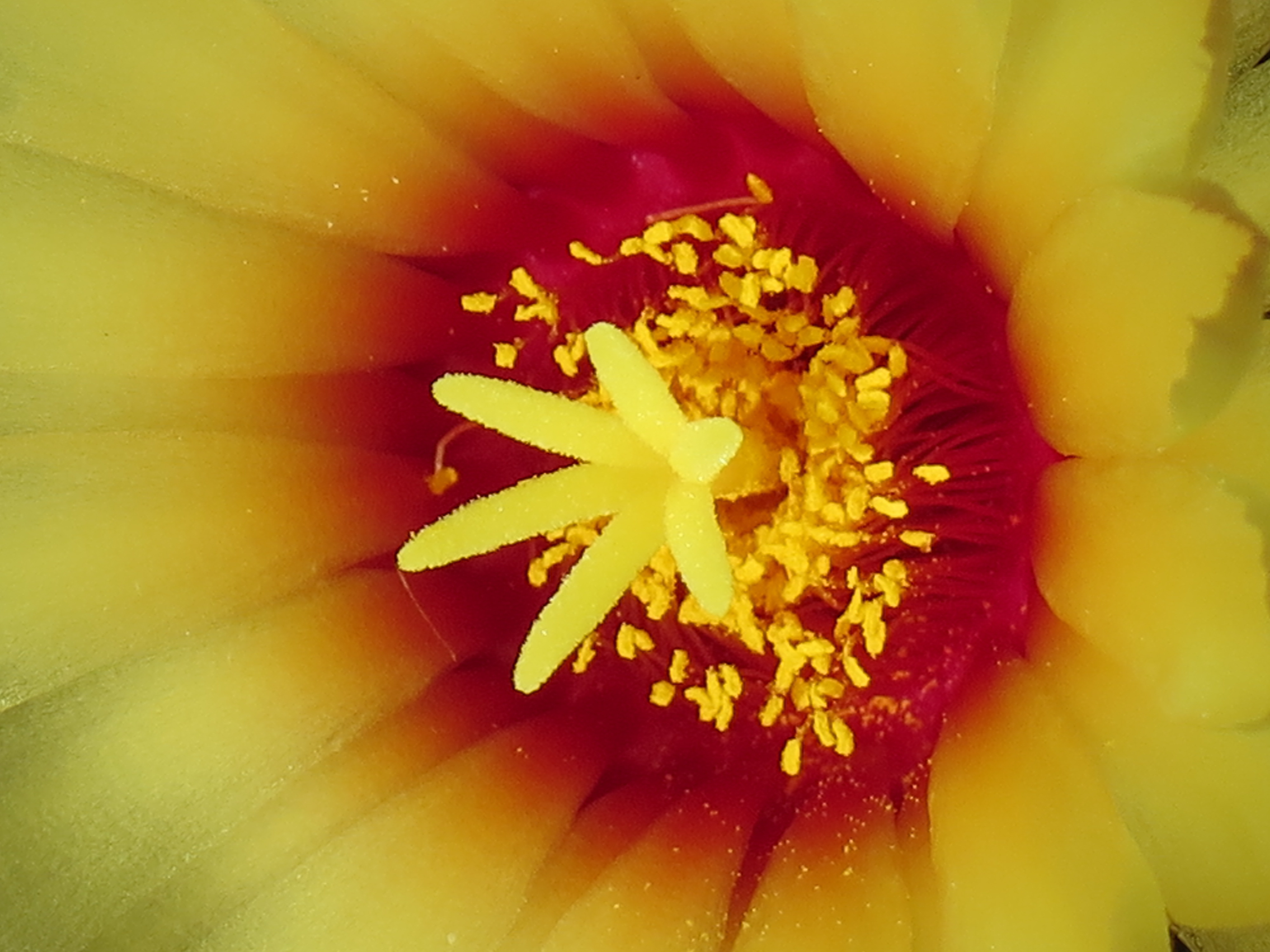
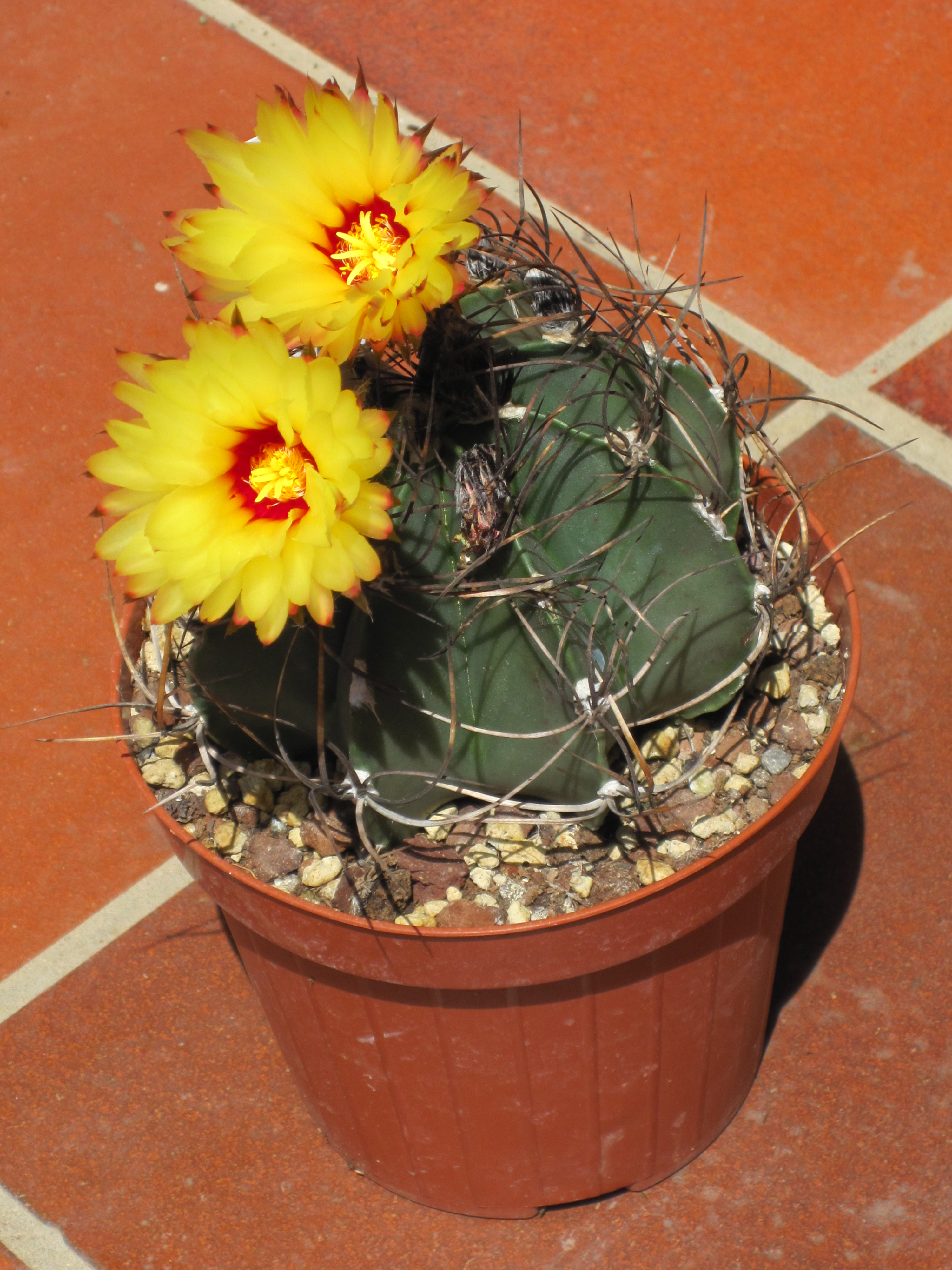
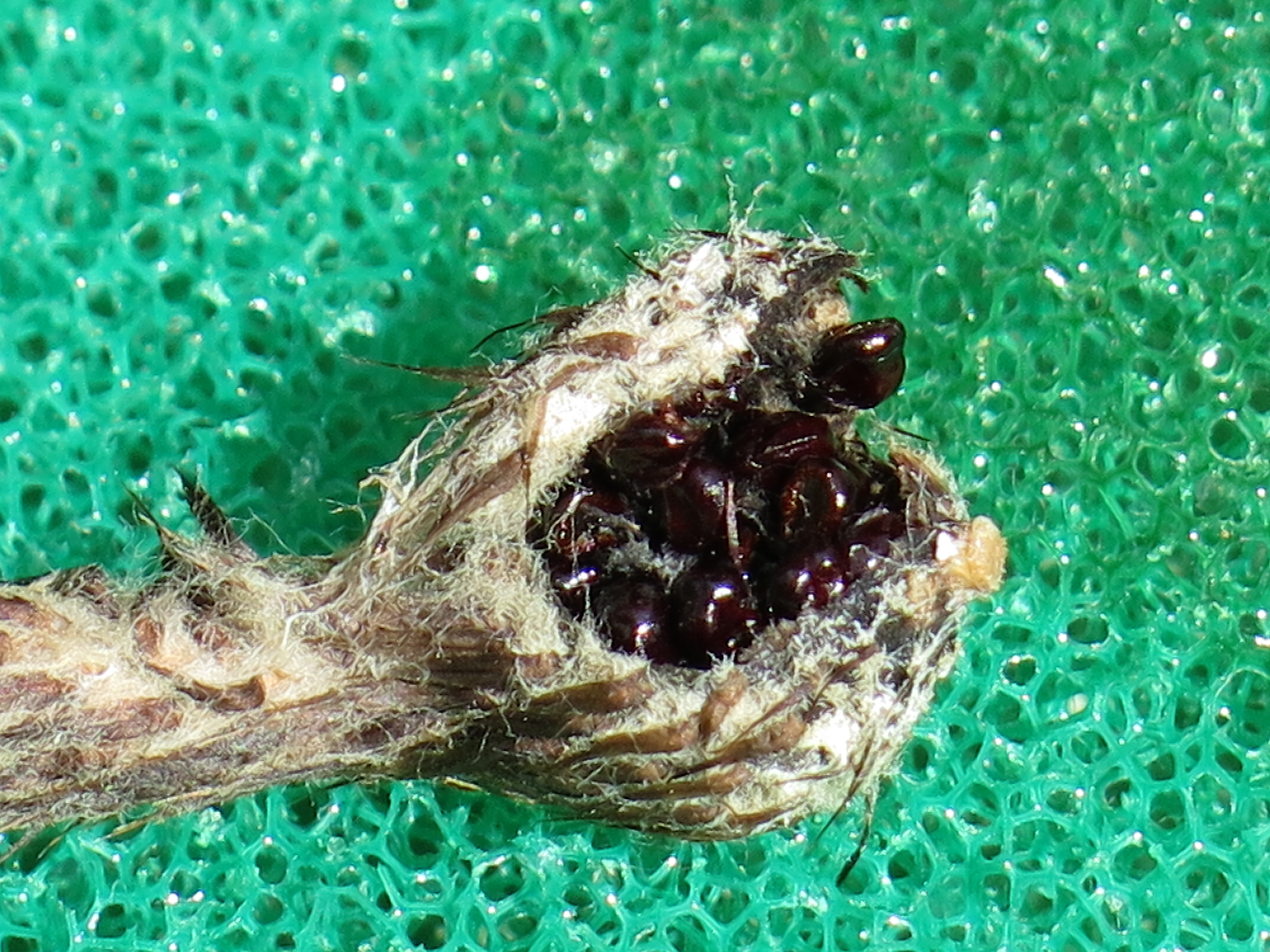
Magok
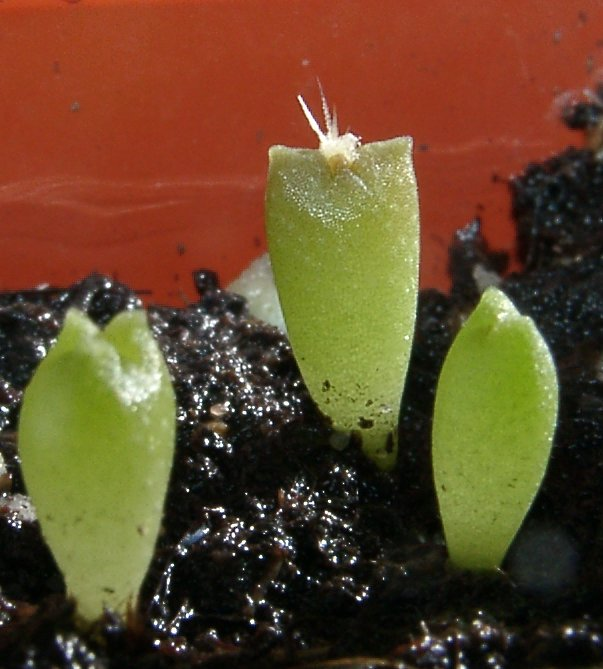
19 napos magoncai
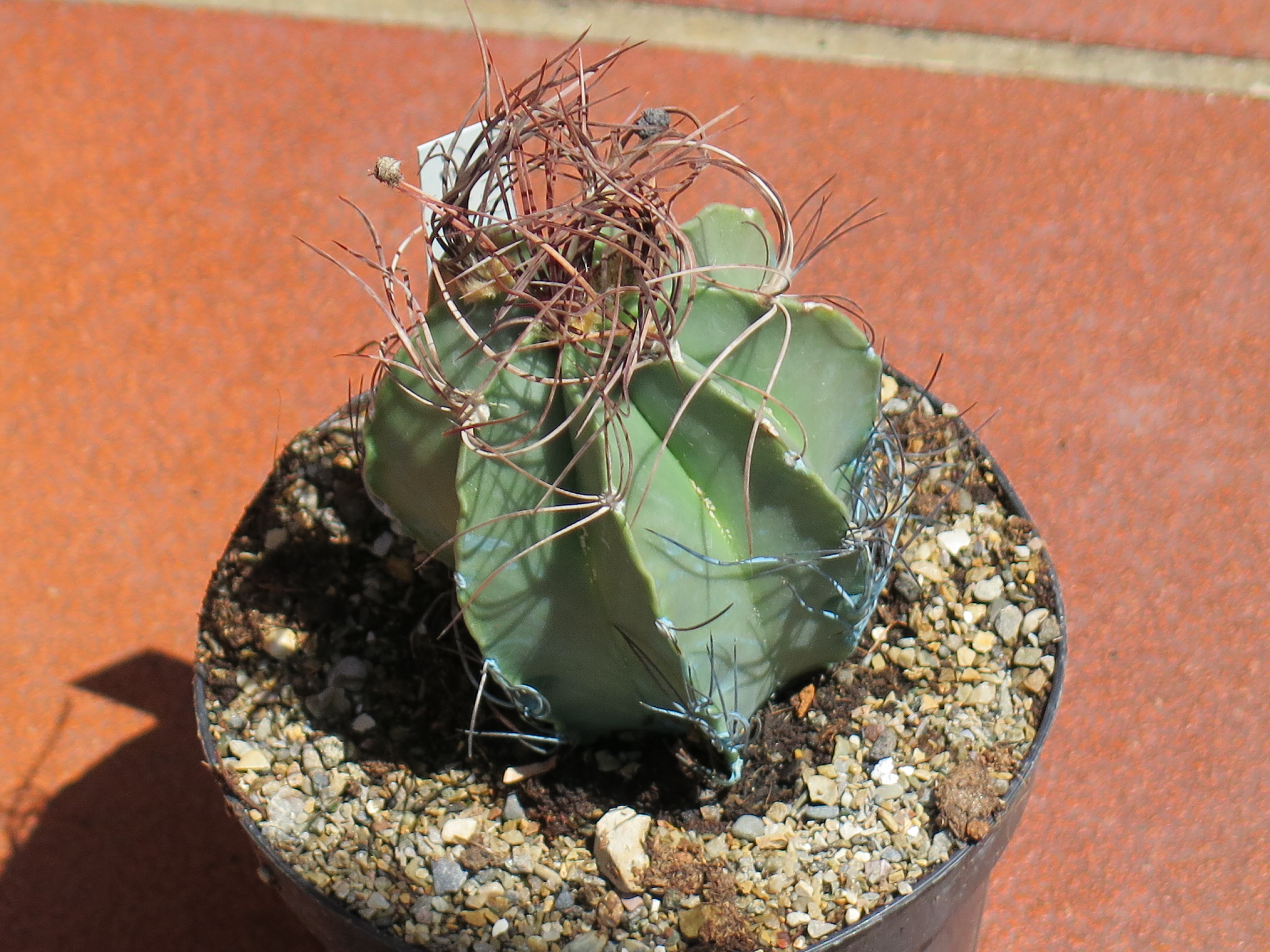
Astrophytum capricorne var. senile
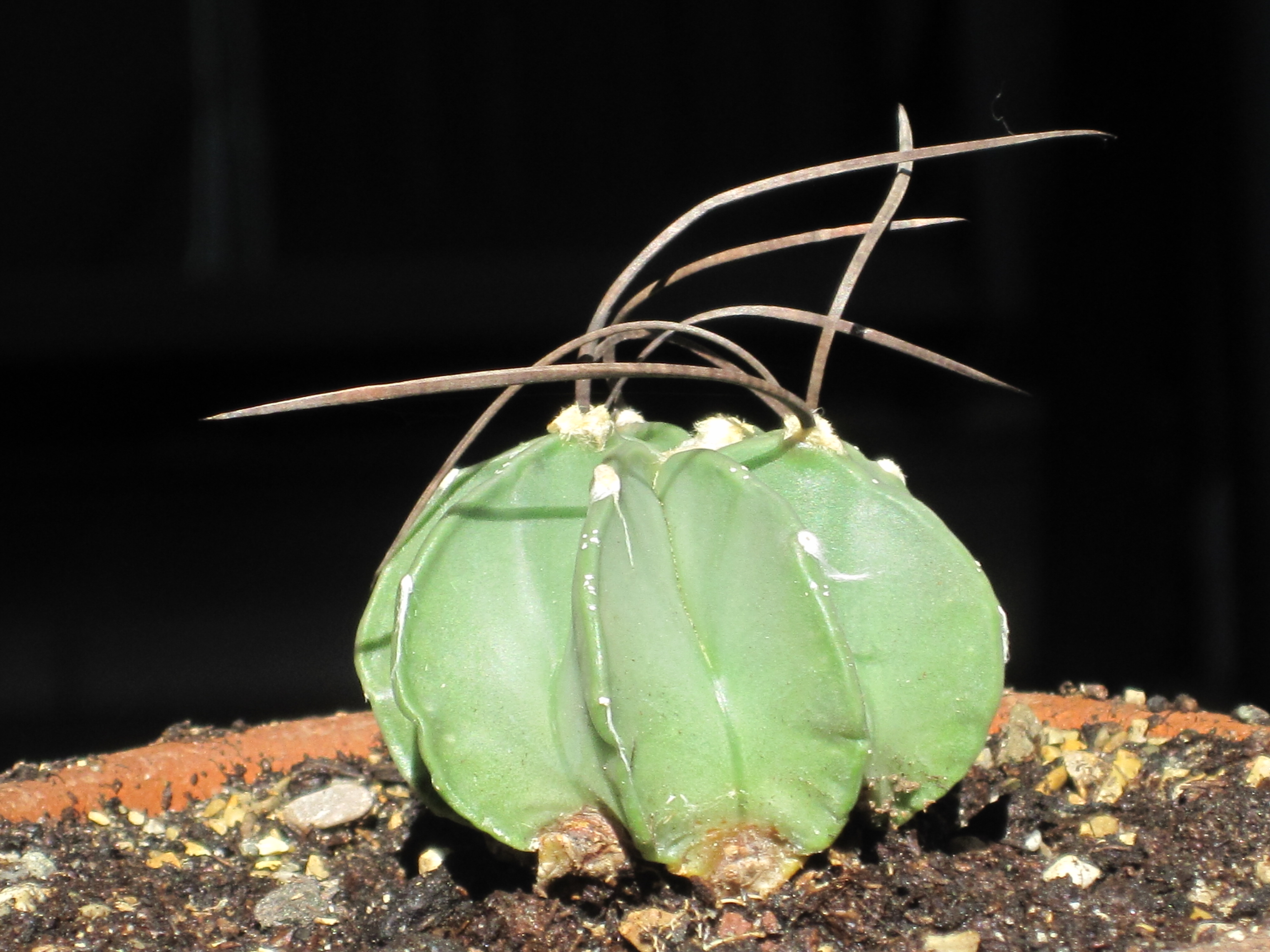
Astrophytum capricorne va. crassispinum